# خروبي (لون)
الخروبي هو لون من درجات البني الغامق. ويأخذ اللون الخروبي أسمه من اسم ثمار شجرة الخروب. ينطق اسم اللون عربياً بفتح الخاء وتشديد الراء.
يوصف اللون الخروبي أحيانا أيضا بالكستنائي وهو من الألوان الذي يستخدم لوصف لون الشعر والعيون في الثقافة الفلسطينية. وأحد أنواع التين الفلسطيني هو التين الخروبي لتشابه لونه مع لون الخروب.